# レタブロ (ペルー)

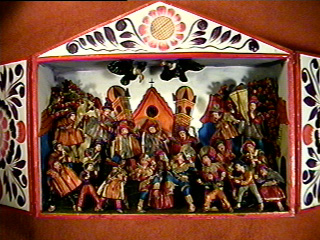
アヤクーチョ市を題材としたレタブロ

アヤクーチョのレタブロ（retablo ayacuchano）または「ペルーのレタブロ」（英語: Peruvian retablo）は、ペルーの民芸品である扉つきの箱型祭壇の通称。単にレタブロともいうが、これはスペイン語圏の祭壇の種類の総称である。
そのルーツは宣教師が巡教する際に使用した「デマンダ」という、持ち運び用の箱入り小道具だったが、中身の聖人像は、先住民にこしらえてもらった石の浮彫り彫刻などであった。よって、先住民の大地の女神（パチャママ）や山の神（ワマニ）信仰の影響がみられる。
以後、そのスペイン人聖職者による使用は廃れたが、民間には残っており、時代が巡ると「サン・マルコスの箱」（聖マルコを牛の守護者とする）と呼ばれるものとなり、畜牛業者などが所有し、家畜にまつわる儀式で祀られた。これを家庭用祭壇として販売し、主にペルー中部高地のアヤクーチョ県に細々と製作する家系が残っていたが、1940年代、西洋の美術員筋に「発見」され、「レタブロ」という呼称をつけられ、人気の民芸品・美術品として流通するようになった。現在ではかならずしも信仰崇拝の枠にとらわれず、暴力紛争や社会問題、都市風景などのテーマのものも作られる。

## 語釈
スペイン語のレタブロ（retablo、英語のretable と同根語）の本来の意味は、祭壇の後方に設置する祭壇衝立やその画（祭壇画）のことで、ラテン語 retrotabulum より派生する。 祭壇画はアルターピースともいい、彫刻や浮彫の場合はリアドスと称す。しかし南米アメリカのフォークアート界隈において「レタブロ」は少し意味が違い、ペルーでも多種多様なオブジェをさすことがある、とされる。
特に英語圏で「ペルーのレタブロ」（"Peruvian retablo"）といえば、「携帯可能の祭壇」の意味であり、それにはキリスト教の聖人や他にも人間、動物、神や魔物、やさまざまな物品の塑像が飾られる 。スペイン語圏では、「アヤクーチョのレタブロ」（retablo ayacuchano）が通称である。
昔から1940年代頃まで儀式用の小道具として製作され続けられていたものは、通称「サン・マルコスの箱」（cajón San Marcos）と呼ばれていたが、美術商で収集家のアリシア・ブスタマンテが「レタブロ」という名称で世に広めようと試みた。

### 製作者たち
その昔、聖人ばかりの箱型祭壇を作っていた職人は、聖人にちなんでサンテロ（escultore）と呼ばれたり、単にピントーレ（pintore、画家）とかエスクルトーレ（escultore 、「彫刻家」）と呼ばれていた。イグナシオ・ロペス・キスペ（巨匠ホアキン・ロペス・アンタイの息子）の1979年談によれば、自分たち製作者は「彫刻家」（escultor）を名乗っていたのだが、1977年頃、「レタブレロ（retablero）」などと呼ばれ始め、のちにレタブリスタ（retablista）などという呼び名がこしらえられた。

## 起源と歴史
もとより「アヤクーチョのレタブロ」と呼ばれるようになったジャンルの発祥は アヤクーチョ県のうち、特に県都がおかれるワマンガ郡アヤクーチョ市あたりとされるが、この通称には近辺の他県でも制作されているものも便宜上含まれる。すなわち西のワンカベリカ県、東のアプリマク県、南のアレキパ県産のものも、である。 スペインから小型の携帯型祭壇をもちこみ 美術や構成の面で、キリスト教と先住民文化と両方の影響がみられる。キリスト教義は善悪論だが、インカの土着信仰は生死の力（どちらの極も必要）の対抗という理念である。よってレタブロ芸術にも反映されるインカの三つの世界（パチャ）は、天国・人間界・地獄のようであって、じつはかならずしも一致しない。植民地化以前のインカ帝国時代にも、「イリャ」（illa）と称して、雷に打たれた神聖な石は、持ち運びできる神器であり、加工して供物を添えられるようにもされ、ワカへの詣でにも持ち運ばれた。
レタブロの前身は、かつてミサ（misa、後述）、デマンダ（demanda、後述）あるいは「サン・マルコスの箱」（cajón San Marcos、福音記者マルコの箱を意味する）と呼ばれていた備品たちである。便宜上、「サン・マルコスの箱」をすべての前身として解説したりもするが、植民地時代の名称はこのうち「デマンダ」だったようで、巡教の司祭やドクトリネロ（doctrinero、教義教師）が持ち歩いていた。司祭たちは、最初は本国から布教用の携帯型祭壇を取り寄せていたと思われるが、これは本国のいわゆる「サンテロの箱」（caja de santero）つまり、サンテロという、聖人の名において義捐金を集める役職が用いる小道具だろうとの推察がされる（紛らわしいが、聖人像が主だったペルーの箱型祭壇の製作者もかつて「サンテロ」と呼んだ）。
いずれは現地調達して宗教習俗したものが今日のレタブロの前身なのであり、そうしたものの最古の例では、地域特産のワマンガ石（piedra de Huamanga）と称するアラバスター石材に彫刻した聖像が祭壇箱に収められていた。時代は不詳だが、伝統的な材料となったのがマゲイ（maguey）すなわちリュウゼツラン属の植物で、繊維をパルプ状にして成形することもでき、木材代わりに箱の材料にもなる。その頃レタブロの像に使われたという実証はないが、すでに17世紀にはマゲイ繊維を型で成形した聖母像が、ペルーの最南端部でだが発見されている。布教用の携帯祭壇は、主に聖母マリアが聖人たちに囲まれる構図で、聖母の人生の場面が描かれ、せいぜい3フィート (0.91 m)ほどの高さであり、一基か二基をロバやラバに搭載して移動していた。 その後の植民時代では、ラバで隊商を組んで交易するのが主な通商手段となり、リマから内陸へ物品を届けるのに、アヤクーチョは中継地の役割を果たしていた。
宣教師たちは、携帯祭壇を小道具として使うことを18世紀末頃までに廃しており、携帯祭壇はデマンデロと称される扱い業者の手中に入ったとされる。これは一種の興行師だったらしく、彼らが折に触れてやってくると祝会が開かれ、ダンスが始まり、酒の宴となり、暴力沙汰にもなったため、1831年、風紀上の理由でその許可を撤回してほしいという届け出があり、リマ市がこれを受諾したという。
「サン・マルコスの箱」のかたちの祭壇は19世紀のいつ頃からか始まったとされるが、これが現在に継がれる「アヤクーチョのレタブロ」の一歩手前の前身であろう。「サン・マルコスの箱」も消えたわけではなく工芸品としても生き残り、すでに廃れてしまった他の伝統工芸とは一線を画している。学者によっては「サン・マルコスの箱」も前身ではなく古典型のレタブロなどと呼び、語彙の使い方はまちまちである。「サン・マルコスの箱」を「レタブロ」と呼ぶようになったのは1940年代以降、インディヘニスモ（先住民文化復興主義）の旗手であった美術商ブスタマンテによるものだったことは既述した。
レタブロの巨匠のひとり（またはレタブロの父ともされる）ホアキン・ロペス・アンタイは、早ければ1940–1943年頃、遅くあらば1949年にブスタマンテを「発見」して、その後、海外にも紹介したのであった。その影響でヨーロッパ美術をヒントにした構図なども取り入れるようになった（ § ホアキン・ロペス・アンタイを参照）。ロペス・アンタイは1975年、 ペルー国民文化賞を受賞、もっとも文献に記述される三人の箱型祭壇作者のひとりである。それと肩を並べるのが、フロレンティノ・ヒメネス・トマ（Florentino Jiménez Toma、ニカリオ・ヒメネス・キスペの父、 § ヒメネス一家参照）とヘスス・ウルバノ・ロハスである。

## 特徴や素材
従来の「ペルーのレタブロ」は、携帯可能、蝶番の扉付きの箱型祭壇であり、開閉できて内容物を保護するようにできている。伝統的素材はマゲイ（リュウゼツラン）で、潰した繊維を型でかためて成型することで聖像をつくり、また、縦割りにすると木板のようにでき、箱の部品となる。
「ペルーのレタブロ」は、茹でたジャガイモを練り潰した「ペースト」に漆喰や石膏の粉末を合わせて生地にし、これを手づくねや型入れして人形にする。ヘスス・ウルバノ巨匠のこだわりはウアンタの青ジャガイモを使うことで、これを茹で、挽き、石膏を混ぜた生地を成形し、彩色する。
あるいはビンテージ期のサン・マルコスの箱の聖人は、アラバスター石（上述のワマンガ石、ケチュア語で「赤子の石」を意味するニーニョ・ルミ niño-rumi ともいう）の彫刻であったという。アラバスター彫刻も、それはそれで栄えた伝統工芸のひとつであった。
古典的なサン・マルコス型のレタブロはアニリン（アニリンブラック）を膠に溶いて艶出ししたものを線画に使い、極彩色にはコチニールなど天然染料を用いる。そして"箱の縁取りの赤色"は家畜のを象徴し、外側（扉や箱の外面）の植物文様は自然力の象徴だとされる。箱の頂点には三角形が置かれるが、これは山の神 （ワマニ）を象徴している。

## サン・マルコスの箱

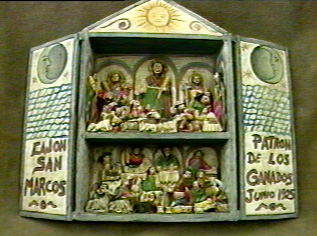
サン・マルコスの箱

いわゆる「サン・マルコスの箱」（cajón San Marcos、「聖マルクの箱」、単に「サンマルコス」とも）は、レタブロの前身、あるいは古典的レタブロともいわれるがは、福音記者マルコを羊や牛の守護聖人とした携帯式の箱型祭壇であり、 農牧業と深くかかわっている。かつてレタブロは牧畜業者や商人が私有物として持ち、家畜関連の儀式の場で、メサという儀式テーブルに載せて祀ったものである。
他の聖人も、ペルーの民衆芸術のなかでは家畜の守護者とみなされており、洗礼者ヨハネも羊、聖アグネスはヤギ、聖アントニウスは馬、という具合である。どの聖人が主役でも一般通称は「サン・マルコスの箱」であったが（むろん「サンマルコス＝サンルカス」や「サンアントニオ」のような言い回しも可能ではある）、1940年代、ブスタマンテが「レタブロ」という名称を標榜して、そちらが使われるようになった（詳しい年代考察は § ホアキン・ロペス・アンタイ参照）。
古典的には二段構えで、聖人は主役として上段中央に置かれる。下段は、決まってはいないが、儀式の場面などの風景が置かれた。
古くはサンマルコスの箱のことはミサ（misa、カトリック教の「ミサ」に由来）とも呼ばれていたそうだが、メサ（ mesa ritual、儀礼卓）と紛らわしかった。エディルベルト・ヒミネス（1966年生の製作者）の記述では、「ミサ」と呼ぶ名残はまだあり、依頼者に聞いて「牛のため」と答えれば「牛ミサ」（vaca-missa）を作り、それに相当する聖人像（牛ならば聖マルコス、羊なら聖ヨハネ）を立てた（羊 missa-oveja やヤギ missa-cabra）も同様である。注文主から指示があれば、そのようにも作る。
この祭壇箱を祀って行う儀式とは、牛の焼印儀式（herranza）や、山の神ワマニの回復の儀式などである。この herranza 儀式というのは、焼印を施すのみでなく、家畜の耳に所有者印となる色リボンを結い、かつ耳の一部と尻尾の先端を切り落として（例の儀式テーブルに）集め、耳などは埋めて（チチャ酒やコカの葉の供物とともに）山の神に捧げるのである。

## 日常風景のモチーフ

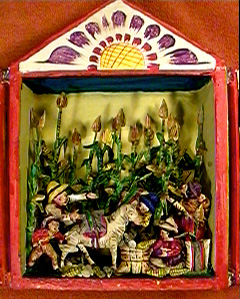
トウモロコシ収穫

やがてレタブロは、アンデス地帯の先住民の日常風景をよりふんだんにモチーフに取り入れるようになった。すなわち収穫や、パレード、祝祭、店頭や家庭の写生である。
1940年代以降、レタブロ製作者（いまでは retablista と呼ぶ）たちは、アンデス先住民たちの日常のひとコマや生活道具を祭壇に組み込むようになった。これはコストゥムブリスモ（風俗写生）様式のレタブロ（retablos costumbristas）などと命名されている。ロペス・アンタイがそのような作風に移行したのは本格派（真正性）を求めるが、真新しいものも欲しいという買い手（市場）要求に応じたから、とされる（詳細は § ホアキン・ロペス・アンタイ参照）。
巨匠フロレンティーノ・ヒミネスは、2001年の回顧録で過去を振り返り、自分や息子らが工夫して、葦（など植物の茎）材を使ったり、マッチ箱型のものなどを導入したが、これは質より量の措置だった、と認めている。と同時に、日常風景も取り入れるようにはなった。他の制作者も自分らの工夫を模倣した、としている。レタブロ作者たちは、これらの素材の他にも、卵の殻、瓜類、トクト（toqto、トウモロコシを炒るための土器や陶器製の容器）等でアレンジしたが、審美の観点からしてかならずしもそれら実験は成功しなかった。

## ホアキン・ロペス・アンタイ

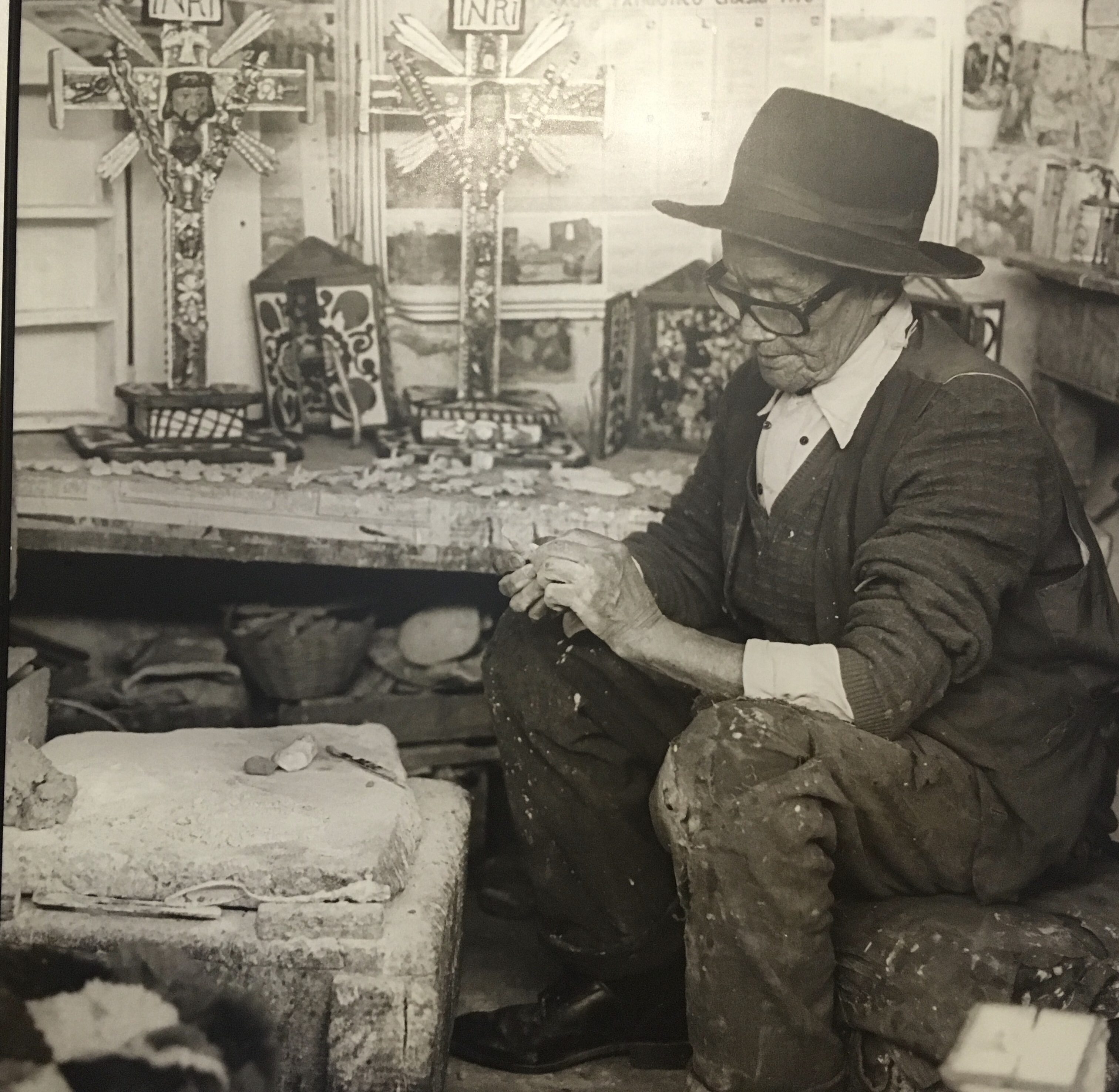
ホアキン・ロペス・アンタイと工房

ホアキン・ロペス・アンタイは、最初のレタブロ製作者などとされる巨匠のひとりで、1975年にはペルー国民文化賞を授与されている。
ロペス・アンタイ作の「サン・マルコスの箱」は、「レタブロ」という通り名で世界に紹介され、先住民文化の風景などを意欲的に取り入れ、インディヘニスモ（先住民文化復興主義）運動の一端を担った。このとき画商のブスタマンテ、彼女の義理の兄弟でもある小説家兼民族学者のホセ・マリア・アルゲダス、画家のホセ・サボガルらが、どのような風景を取り入れるべきかの助言を行って、その様式の変遷にあきらかな影響を及ぼした。そのため、アート市場に左右された作品、のような見方もされることがある。 ワンカベリカ刑務所をキリストの受難の背景の用いるアイデアは画家のサボガルが持ちよったものとも記述されているが、後年のロペス自身の語録（インタビュー談）によれば、「アリシア・ブスタマンテ夫人は、いつも私から祭壇画を買っていた。けど、私の作るものは気に入らなかった。別途、欲しいとおりものを注文するようになった。"ワンカベリカ刑務所が欲しい"と言ったので、それを作った」等々、と記憶する。他にも闘牛、脱穀、闘鶏、マグロの追い漁なども作り、彼女のコレクションの一部になったとしている
すなわいロペス・アンタイ作の二段式サン・マルコスの箱は、下段に様々な風景が描写された。さらに例を挙げると、作物の収穫や、ダンスなども登場した。また、構図についてもより詳しい分析があり、この下段は左右の二つに分割されており、じつは左側は先住民の艱難をあらわし「パシオン」（pasión、「受難」）の側とされ、右側は歓楽や志を表す「レウニオン」（reunión）の側とされた。 アルゲダスが詳しく分析した一例では、不幸の左半分にはメスティーソの監視役がインディオの農民を笞打ち、幸福の右半分では民衆が踊ったり楽器を演奏したりする。中央に据えたコンドルは、山の神ワマニの象徴でもあり、社会的圧力に屈しない民族の決意を表すとも解釈される。ユルゲン・ゴルテの批評では、ロペス・アタイがよその注文どおりを作らされる中で、ささやかながらも自分が表現したい要素を取り入れ、（ゴルテの主張では買手たちがまったく興味のない）コンドルと山の神のシンボリズムなどを忍ばせた、と説いている。

## ヒメネス一家

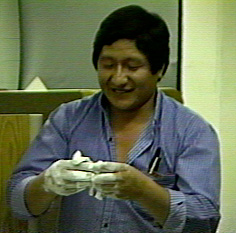
ニカリオ・ヒメネス・キスペ

ヒメネス一家の数名が、いまでもレタブロ製作に携わっており、いわば当代のニカリオ・ヒメネスの曾祖父の代から受け継いだ家業とされている。
巨匠のフロレンティーノ・ヒメネス談では、かつてアルカメンカ村（同じアヤクーチョ県でもアルカメンカ地区）に住んでいた頃は、製作で糧を得るのは困難で、少額か物々交換の収入でしかなかった。十年余経って（1968年か1969年に） ウアマンガに移転したとき、はじめて「サンマルコス」のことが「レタブロ」と呼ばれて、高額で取引されると知った。
ニカリオ・ヒメネスは、1957年生のフロレンティーノの長男。キリストの降誕など定番の制作を求められる路線をやめ、独自のユニークな題材で新鋭作品を発表すると決め、その後、ニューヨーク市やマイアミの都市風景の作品なども手掛けている。また、既存のテーマでも、先住民生活に密接したオブジェを付け加えるのもその様式のひとつで、十字架にはコカの葉をあしらい、シャーマン作品には「クイ」として古来から食用にされるモルモットを登場させる。 そのピシュタコは、確立したペルーの伝承ではあるが、箱型祭壇の題材としては前衛的であった。
エディルベルト・ヒメネスは三男で、作品としては1988年に製作した「あるインディオ女性の夢アヤクチョ県の8年」がある。ある女性の夫が軍によってセンデロ・ルミノソ要員の嫌疑をかけられ、殴打、投獄、殺害され、死体を犬に食われる、の憂き目にあう各場面が示される。哀れんだキリスト教の神と土着の山の神が、その魂を救う。洞窟は黄金の富で輝いているが、なかで眠る女性と子供からは血が、という構図である。重要作品として、2017年、米ニューメキシコ州の国際民芸博物館にレプリカ作成を求められた。
フロレンティーノ談では、巨大型のレタブロに最初に手を染めたのも彼ら一家で、ペルー独立戦争のアヤクーチョの戦いを記念した作品がその好例である。

## 真相究明と和解委員会
真相究明と和解委員会（CVR、Comisión de la Verdad y Reconciliación）は、先住民に対するペルー軍と反乱軍の双方による暴力・虐殺の調査結果を発表し、2003年8月29日被害の集中した地域のワマンガ（アヤクーチョ市）の広場で7万人ともいえる犠牲者（死者・行方不明者）の統計を、大広場において公表された。内訳は、犠牲者の46％がセンデロ・ルミノソによるもの、30％が政府軍など国家、その他24％がトゥパク・アマル革命運動（MRTA）を含む要因である。このときのアナウンスの舞台は、巨大な二階建てのレタブロ仕立てのセットが使われた。
日本人にとっては、MRTA のほうが1996–1997年に引き起こした在ペルー日本大使公邸占拠事件によって知名度が高いかもしれないが、近年においてはまさにその大使公邸占拠事件を題材にしたレタブロも製作されている。

## ギャラリー

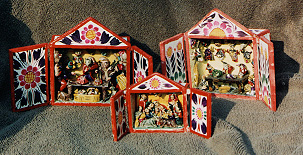
三点のレタブロ
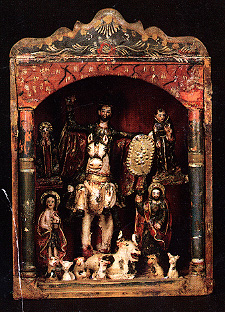
サンティアゴ（聖ヤコブ）
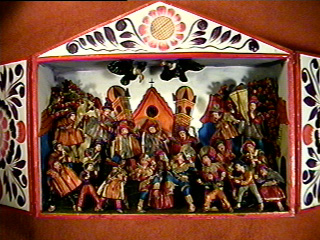
アヤクチョを題材
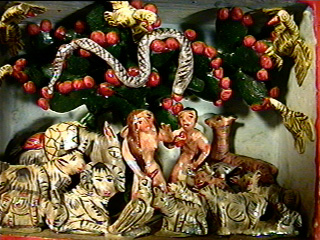
アダムとイブ
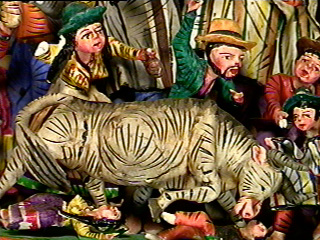
「ヤワル・フィエスタ」（血の祭典）